# دوري الأمريكتين لكرة السلة
دوري الأمريكتين لكرة السلة (بالإنجليزية: FIBA Americas League)‏ هو دوري كرة سلة للمحترفين للأندية ينضمه اتحاد الأمريكتين لكرة السلة تأسس في 2007 يلعب فيه 16 فريقاً. 

## وصلات خارجية
- الموقع الإلكتروني